# Chelicopia tasmanensis
Chelicopia tasmanensis is een mosselkreeftjessoort uit de familie van de Sarsiellidae. De wetenschappelijke naam van de soort is voor het eerst geldig gepubliceerd in 1981 door Kornicker.